# Le Morne-Vert
Le Morne-Vert ist eine französische Gemeinde im Übersee-Département Martinique. Sie gehört zum Arrondissement Saint-Pierre. Die Bewohner nennen sich Morniverdais oder Verdimornais. Die Streusiedlung liegt am Fuß der Bergkette Pitons du Carbet in einem gebirgigen und bewaldeten Umfeld. Sie gehörte bis zu dessen Auflösung 2015 zum Kanton Le Carbet.

## Bevölkerungsentwicklung
| 1961 | 1967 | 1974 | 1982 | 1990 | 1999 | 2006 | 2013 |
| ---- | ---- | ---- | ---- | ---- | ---- | ---- | ---- |
| 1660 | 1710 | 1692 | 1751 | 1833 | 1938 | 1872 | 1877 |